# استوکرائو
شهر استوکرائو (به آلمانی: Stockerau) در استان  نیدراسترایش با جمعیت  ۱۵٬۱۵۷  نفر در کشور اتریش واقع شده‌است.